# Héra Farnèse
La Héra Farnèse est un type de sculpture de la déesse Héra.
Son principal exemple est une copie romaine en marbre de 63 cm de haut, datant du Ier siècle apr. J.-C., à partir d'un original grec de la seconde moitié du Ve siècle av. J.-C., maintenant conservé au Musée Archéologique National de Naples. Il faisait partie d'une colossale statue acrolithique, et montre la déesse portant un diadème. Elle a été nommée Héra par les premiers archéologues, en raison de son style sévère et sans expression, qui ont également interprété ces caractéristiques comme étant une copie Romaine d'un original grec de Polyclète.
Dans le cadre de la collection Farnèse qui a été ramenée à Naples, en 1844, par l'archéologue allemand Heinrich von Brunn

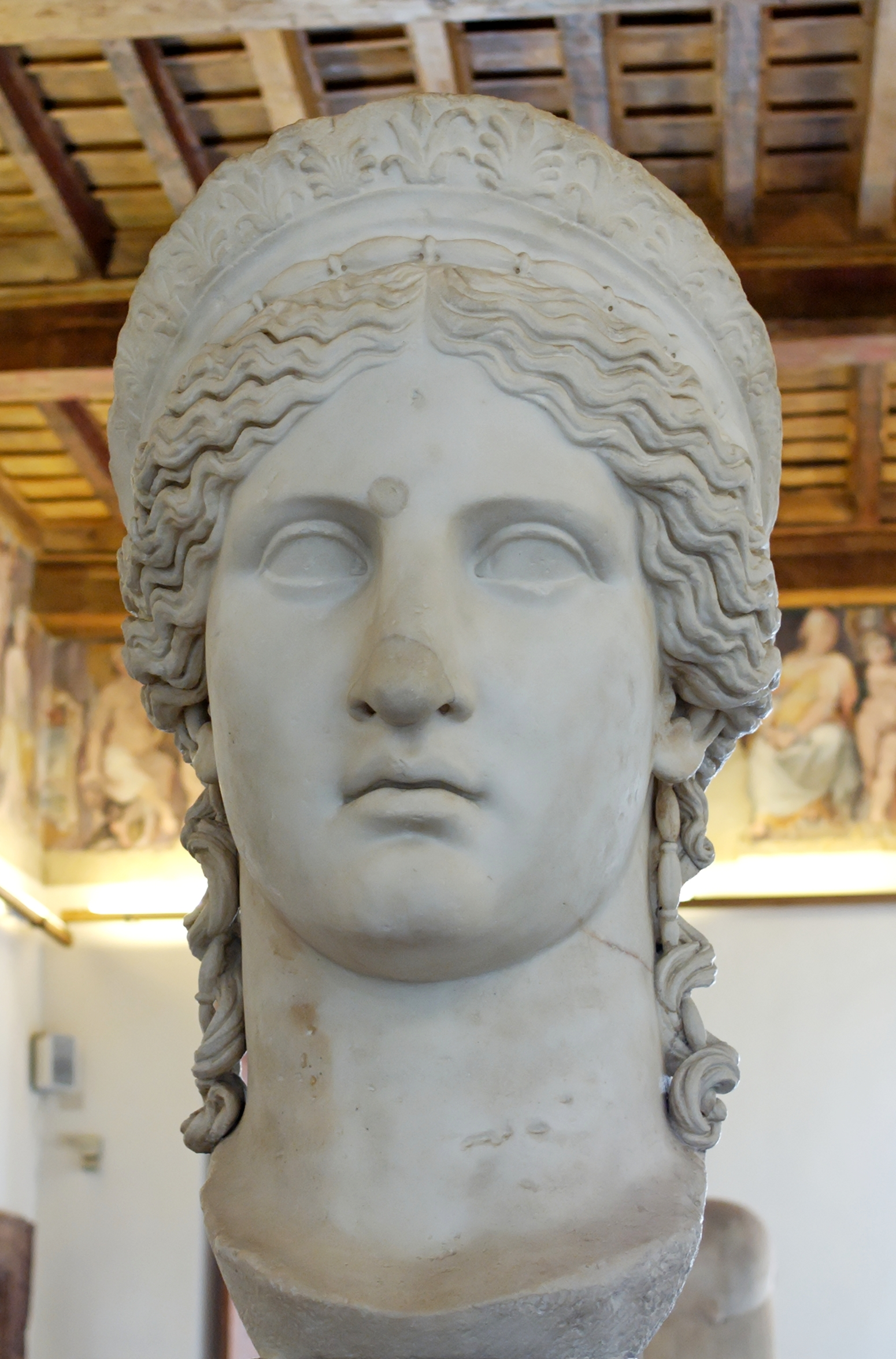
Héra Ludovisi

Voir aussi la statue géante d'Héra Ludovisi (portrait d'Antonia Minor) au Palazzo Altemps, à Rome.